# Persone di nome Gherardo
| Questa pagina contiene informazioni ricavate automaticamente dalle voci biografiche con l'ausilio del template Bio e di un bot. L'aggiornamento è periodico e automatico e ricostruisce completamente la pagina. Se manca una persona in questa lista, sei pregato di non aggiungerla, ma accertati piuttosto che la sua voce biografica contenga il template Bio e che i dati anagrafici siano correttamente compilati. Se il template Bio manca, inseriscilo tu stesso o, in alternativa, metti l'avviso {{tmp\|Bio}} che ne segnala la mancanza. Se i dati riportati sono sbagliati, correggi direttamente la voce biografica; le modifiche saranno visibili in questa lista entro pochi giorni. Per chiarimenti vedi il progetto antroponimi. La lista contiene solo le 52 persone che sono citate nell'enciclopedia e per le quali è stato implementato correttamente il template Bio. Pagina aggiornata al 16 ott 2024. |

Questa è una lista di persone presenti nell'enciclopedia che hanno il prenome Gherardo, suddivise per attività principale.

## Agronomi(1)
- Gherardo Freschi, agronomo e patriota italiano (Ronchis, n. 1805 - Ramuscello, † 1883)

## Archeologi(1)
- Gherardo Ghirardini, archeologo italiano (Badia Polesine, n. 1854 - Bologna, † 1920)

## Architetti(2)
- Gherardo Bosio, architetto, ingegnere e urbanista italiano (Firenze, n. 1903 - Firenze, † 1941)
- Gherardo Silvani, architetto e scultore italiano (Firenze, n. 1579 - Firenze, † 1675)

## Arcivescovi cattolici(1)
- Gherardo Gambelli, arcivescovo cattolico italiano (Viareggio, n. 1969)

## Artisti(1)
- Gherardo e Monte del Flora, artista italiano (Firenze, n. 1445 - Firenze, † 1497)

## Avvocati(1)
- Gherardo Nerucci, avvocato e storico italiano (Pistoia, n. 1828 - Montale, † 1906)

## Botanici(1)
- Gherardo Cibo, botanico italiano (Genova, n. 1512 - Roccacontrada, † 1600)

## Cestisti(2)
- Gherardo Bonetto, ex cestista italiano (Padova, n. 1966)
- Gherardo Sabatini, cestista italiano (Bologna, n. 1994)

## Condottieri(4)
- Gherardo VI da Correggio, condottiero italiano († 1430)
- Gherardo da Camposampiero, condottiero e politico italiano (Padova)
- Gherardo II Martinengo, condottiero italiano († 1479)
- Gherardo Rangoni, condottiero italiano

## Direttori della fotografia(1)
- Gherardo Gossi, direttore della fotografia italiano (Torino, n. 1958)

## Filologi(1)
- Gherardo Ugolini, filologo classico e grecista italiano (Brescia, n. 1960)

## Francescani(1)
- Gherardo del Colle, francescano, scrittore e poeta italiano (Cesino, n. 1920 - Pontedecimo, † 1978)

## Generali(1)
- Gherardo Pantano, generale italiano (Oderzo, n. 1868 - Montecatini Terme, † 1937)

## Ispanisti(1)
- Gherardo Marone, ispanista, critico letterario e avvocato italiano (Buenos Aires, n. 1891 - Napoli, † 1962)

## Magistrati(1)
- Gherardo Colombo, ex magistrato, giurista e saggista italiano (Briosco, n. 1946)

## Medici(1)
- Gherardo Strucchi, medico, patriota e giornalista italiano (Reggio nell'Emilia, n. 1813 - Reggio nell'Emilia, † 1874)

## Mercanti(1)
- Gherardo Stub, mercante e diplomatico italiano (Bergen, n. 1785 - Livorno, † 1858)

## Militari(2)
- Gherardo Vaiarini, militare italiano (Concesio, n. 1891 - Africa Settentrionale Italiana, † 1942)
- Gherardo III da Camino, militare italiano (Credazzo - Treviso, † 1306)

## Miniatori(1)
- Gherardo di Giovanni di Miniato, miniatore, pittore e umanista italiano (Firenze - Firenze, † 1497)

## Nobili(8)
- Gherardo Aldobrandeschi, nobile italiano
- Gherardo Felice Appiano d'Aragona, nobiluomo italiano (Piombino, n. 1462 - Firenze, † 1502)
- Gherardo Hercolani Fava Simonetti, nobile e religioso italiano (Bologna, n. 1941)
- Gherardo VII da Camino, nobile e militare italiano († 1391)
- Gherardo V da Camino, nobile e militare italiano († 1349)
- Gherardo VIII da Camino, nobile e condottiero italiano
- Gherardo V da Correggio, nobile e politico|Soprannome=de' Dentibus italiano
- Gherardo della Gherardesca, nobile italiano (Pisa - Sardegna, † 1355)

## Pittori(1)
- Gherardo Starnina, pittore italiano (Firenze)

## Poeti(2)
- Gherardo degli Angioli, poeta italiano (Eboli, n. 1705 - Napoli, † 1783)
- Gherardo Patecchio, poeta italiano (Cremona)

## Politici(6)
- Gherardo Rangoni, politico italiano
- Gherardo Rangoni, politico italiano (Trevenzuolo, † 1241)
- Gherardo Rangoni, politico e condottiero italiano (Bologna, † 1370)
- Gherardo Taddia, politico italiano (Pieve di Cento, n. 1894 - Bologna, † 1976)
- Gherardo III da Correggio, politico italiano
- Gherardo della Gherardesca, politico e militare italiano (n. 1198 - Napoli, † 1268)

## Predicatori(1)
- Gherardo Segarelli, predicatore italiano (Segalara - Parma, † 1300)

## Psichiatri(1)
- Gherardo Amadei, psichiatra e psicoanalista italiano (Erba, n. 1951 - Milano, † 2016)

## Religiosi(1)
- Gherardo di Villamagna, religioso italiano (Villamagna)

## Sceneggiatori(1)
- Gherardo Gherardi, sceneggiatore e regista italiano (Granaglione, n. 1891 - Roma, † 1949)

## Sovrani(1)
- Gherardo Leonardo d'Appiano, sovrano e politico italiano (Pisa - Piombino, † 1405)

## Storici(1)
- Gherardo Ortalli, storico italiano (Fidenza, n. 1943)

## Storici delle religioni(1)
- Gherardo Gnoli, storico delle religioni italiano (Roma, n. 1937 - Cagli, † 2012)

## Traduttori(1)
- Gherardo da Cremona, traduttore italiano (Cremona, n. 1114 - Toledo, † 1187)

## Vescovi cattolici(1)
- Gherardo Orlandi, vescovo cattolico italiano

## Senza attività specificata(1)
- Gherardo Rangoni